# Резинат свинца(II)
Резинат свинца(II) — неорганические соединения,
соли свинца и смоляных кислот
с формулой Pb(C19H29COO)2,
светло-жёлтое вещество,
не растворяется в воде.

## Получение
- Реакция водного раствора резината натрия и растворимой соли свинца:

{\displaystyle {\mathsf {Pb(NO_{3})_{2}+2NaC_{19}H_{29}COO\ {\xrightarrow {}}\ Pb(C_{19}H_{29}COO)_{2}\downarrow +2NaNO_{3}}}}
- Сплавление канифоли с ацетатом свинца(II).

## Физические свойства
Резинат свинца(II) образует светло-жёлтое вещество.
Не растворяется в воде,
растворяется в горячих растительных маслах, ароматических углеводородах.

## Применение
- Используется в качестве сиккатива.
- Компонент гидрофобизирующих составов для текстильной промышленности.